# 安比納尼
安比納尼（Ambinany）為位在馬達加斯加的城鎮，由阿齊莫-安德列發那區薩卡拉哈縣（Sakaraha District）管轄。2001年人口普查估計該城鎮人口約有5,000人。
該城鎮的教育機構設有小學和初級中學。該城鎮的居民主要從事農業，佔勞動人口的55%，另外有43%的居民從事畜牧業。稻米為該城鎮最主要的作物，而其他主要作物還有玉米以及木薯等。另外從事服務業和漁業的居民都僅佔該城鎮勞動人口的1%。